# Цинандалі
Цинандалі (груз. წინანდალი) — село в Кахеті (Грузія), яке розташоване в районі Телаві, 79 км на схід від Тбілісі. Відзначається палацом та історичним маєтком виноробні , який колись належав аристократичному поетові XIX століття Олександру Чавчавадзе (1786–1846) і який з 2019 року є місцем проведення фестивалю Цинандалі. 

## Історія

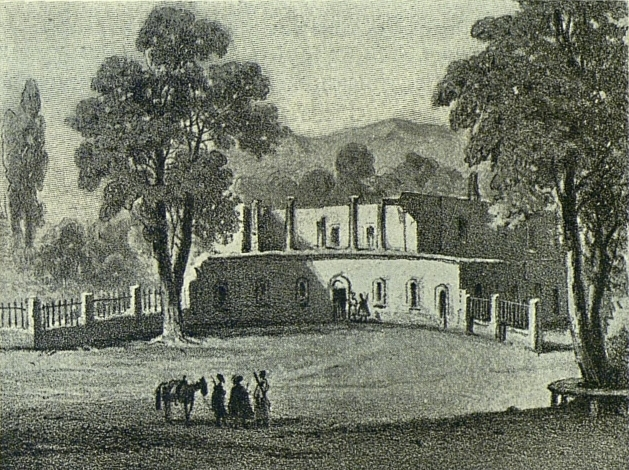
Картина Василя Тимма, на якій зображено розграбований Цинандалі після нальоту в 1854 році

Олександр Чавчавадзе успадкував це село, розташоване в долині річки Алазані, від свого батька, принца Гарсевана. Він відремонтував садибу, побудував новий італійський палац та побудував декоративний сад. Як стверджують вчені, до 1812 року в саду Цинандалі було два палаци, один побудований Гарсеваном, а інший - його сином Олександром Чавчавадзе. Це було місце, де князь Олександр Чавчавадзе часто розважав іноземних гостей музикою, дотепністю та, особливо, вишуканими зборами винограду в його маєтку Марані (виноробня). Знаючи європейські шляхи, Чавчавадзе побудував найстаріший і найбільший виноробний завод у Грузії, де поєднав європейські та багатовікові традиції грузинського виноробства. Там досі виробляється високо цінуючий сухий білий цинандалі. 
Село та маєток Чавчавадзе були відомі також несподіваним рейдом військ імама Шаміля, мусульманського лідера північно-кавказької опозиції російській експансії, 2 липня 1854 року. Нападом керував Газі-Мухаммед, син Шаміля. Помстивши родині Чавчавадзе за їхній внесок у російський успіх у Кавказькій війні, альпіністи розграбували маєток і викрали дружину сина Олександра принца Давида Чавчавадзе, Варвару Орбеліані, обидві онучки Георгія XII Грузії, їхніх дітей та кількох родичів. Ця подія викликала хвилі шоку не лише в Росії, а й на Заході. 22 березня 1855 року після складних переговорів заручники були обмінені на полоненого сина Шаміля Джамала аль-Діна та 40 000 срібних рублів у рамках угоди, що передбачала загальний обмін полоненими. 

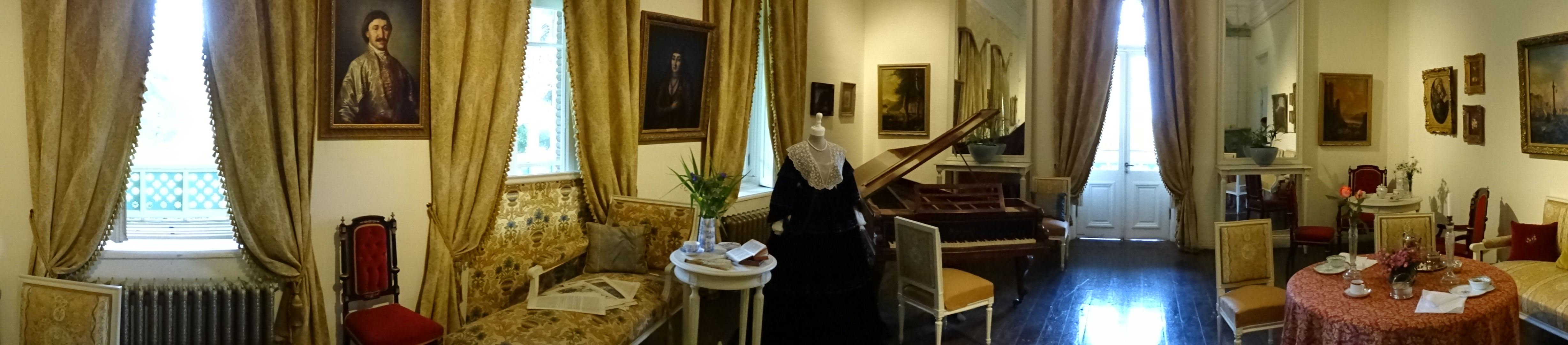
Всередині однієї з кімнат будинку Цинандалі

Після смерті Давида Чавчавадзе через несплату боргу перед Російським державним банком маєток перейшов у власність імператорської родини. Сад Цинандалі був відремонтований в 1887 році і переданий державі в 1917 році. У 1947 році садиба була організована під музей. У 2007 р. спільно із Смітсонівським інститутом  було запропоновано капітальний ремонт палацу та перепланування парку, проведене Групою Шовкового шляху , засновник якої також є організатором міжнародного музичного фестивалю на цьому місці.

## Оглядова екскурсія

### Історичний сад Цинандалі

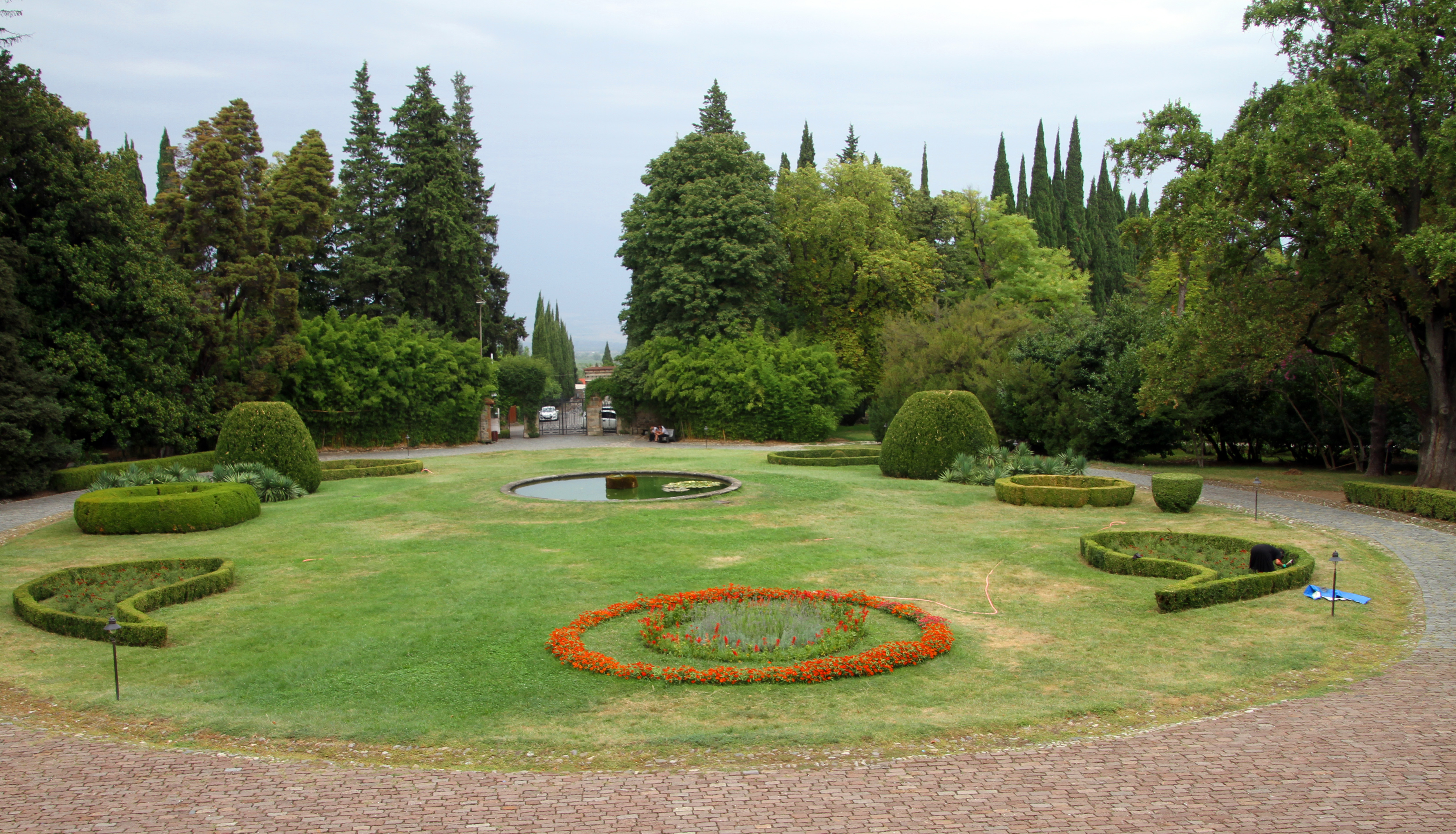
Сад Цинандалі

Сьогодні історичний сад Цинандалі займає 12 акрів землі, але, як відомо, за часів князя Олександра він був набагато більшим. Олександр Чавчавадзе запросив європейських ландшафтних архітекторів і спрямував багато грошей на будівництво першого саду в європейському стилі в Грузії. Сад Цинандалі вважається одним з небагатьох прикладів ландшафтного дизайну початку 19 століття, тут відвідувачі можуть побачити не тільки місцеві породи дерев та чагарників, але й види з усіх континентів (Taxus baccata, Гінкго Білоба, Cryptomeria japonica, Magnolia grandiflora, Maclura Pomifera тощо) та разом із унікальними дизайнерськими малюнками саду. Унікальність саду Цинандалі зумовлена органічним злиттям європейських симетричних та грузинських природних візерунків. Це здебільшого нагадує своїм глядачам англійські сади 19 століття. Деякі нагадують Цинандалі до садів Річмонда та Кью. У 2019 році сад Цинандалі став членом Європейської мережі історичних садів і був включений до туристичних маршрутів історичних садів.

### Старий виноробний завод
Князь Олександр Чавчавадзе збудував у своєму маєтку винний льох та винний завод у 30-х роках XIX століття. Він також почав збирати колекцію вин, і сьогодні Енотека Цинандалі нараховує понад 16 500 історичних пляшок вина, починаючи з 1814 року і до сьогодні. Серед них слід виділити польський медовий (1814) Château d'Yquem (1861) та перший грузинський розлив у пляшках 1841 року, Сапераві (це найстаріше пляшкове вино в Грузії). Винний льох 19 століття унікальний своєю технікою, що дозволяє зберегти постійну температуру і вологість повітря в кімнатах, найкращих для виноградарства. У 1888 р. винний льох Цинандалі разом з іншою спадщиною переданий імператорській родині Романових. і винний завод був відремонтований архітектором Олександром Озеровим. Сьогодні у винному погребі Цинандалі все ще є велика колекція вин, а також є місця для проведення конференцій та концертів класичної музики. Починаючи з 2019 року, тут відбуватиметься фестиваль класичної музики Цинандалі.

## Примітки

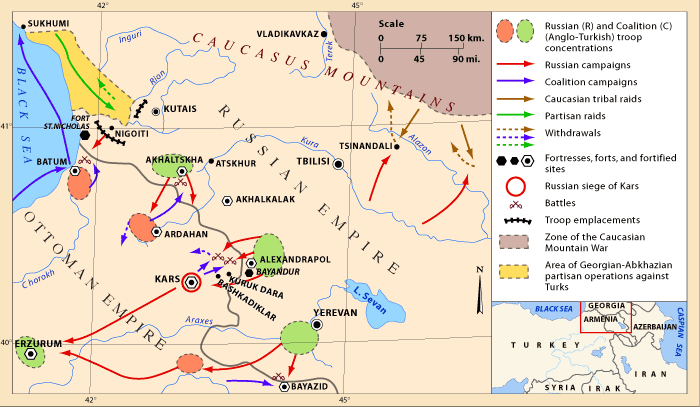
Цинандалі на карті Кримської війни